# Faustverleihung 2009
Die vierte Verleihung des Deutschen Theaterpreises Der Faust fand am 28. November 2009 im Großen Haus des Staatstheaters Mainz statt. Kooperationspartner beim Deutschen Theaterpreis sind der Deutsche Bühnenverein, die Kulturstiftung der Länder und die Deutsche Akademie der Darstellenden Künste. Kooperierendes Bundesland 2009 war Rheinland-Pfalz.

## Ausgezeichnete & Nominierte
Beste Regie im Schauspiel
Karin Beier – Das goldene Vlies – Schauspiel Köln
Dimiter Gotscheff – Das Pulverfass – Deutsches Theater und Kammerspiele Berlin
Kay Metzger – Die Hermannsschlacht – Eine deutsche Betrachtung – Landestheater Detmold
Beste darstellerische Leistung im Schauspiel
Meike Droste – Die Möwe (Mascha) – Deutsches Theater und Kammerspiele Berlin
Peter Kurth – Rummelplatz (Hermann Fischer) – Maxim-Gorki-Theater Berlin
Katharina Wilberg – Geschichten aus dem Wiener Wald (Marianne) – Theater für Niedersachsen
Beste Regie im Musiktheater
Barrie Kosky – Aus einem Totenhaus – Staatsoper Hannover
Rosamund Gilmore – Der Richter und sein Henker – Theater Erfurt
Jan-Richard Kehl – Tannhäuser – Schleswig-Holsteinisches Landestheater
Beste Sängerdarstellerleistung im Musiktheater
Michael Volle – Wozzeck (Wozzeck) – Bayerische Staatsoper München
Angela Kerrison – Tito Manlio (Servilia) – Theater der Stadt Heidelberg
Anne Schwanewilms – Arabella (Arabella) – Oper Frankfurt
Beste Choreographie
Martin Schläpfer – Sinfonien – Staatstheater Mainz
Ralf Dörnen – Endstation Sehnsucht – Theater Vorpommern
Gregor Zöllig – Erste Symphonie von Johannes Brahms – Theater Bielefeld
Beste darstellerische Leistung im Tanz
Christopher Roman – I Don’t Believe in Outer Space – Bockenheimer Depot, The Forsythe Company
Izaskun Abrego Olano – Ich sah: Das Lamm auf dem Berg Zion, Offb. 14.1 – Schloss Benrath, Neuer Tanz
Polina Semionova – Caravaggio – Staatsballett Berlin
Beste Regie Kinder- und Jugendtheater
Brigitte Dethier / Ives Thuwis – Noch 5 Minuten – Junges Ensemble Stuttgart (JES)
Claus Overkamp – Ein Schaf fürs Leben – Theater Marabu Bonn
Caro Thum – DNA – Staatstheater Mainz
Beste Ausstattung Kostüm / Bühne
Andreas Kriegenburg / Andrea Schraad – Der Prozess – Münchner Kammerspiele
Francis O’Connor – Pinocchios Abenteuer – Theater Chemnitz
Heike Scheele – Parsifal – Bayreuther Festspiele
Lebenswerk
Pina Bausch (posthum)
Preis des Präsidenten
Hans Tränkle